# Karl Abraham
Karl Abraham (Bremen, 3 de mayo de 1877-Berlín, 25 de diciembre de 1925) fue un psicoanalista alemán, uno de los primeros discípulos de Sigmund Freud, con quien mantuvo correspondencia. En una ocasión Freud se refirió a él como «mi mejor alumno».

## Biografía
Abraham, nacido en una próspera familia judía de Bremen, acabó sus estudios de medicina en 1901 y entró en contacto con el psicoanálisis en Zúrich, a través de Carl Gustav Jung. En 1906 se casó con Hedwig Bürgner, con quien tuvo un hijo y una hija; esta última fue también psicoanalista y escribió una biografía de su padre, Karl Abraham, biografía inacabada.
En 1907 se instaló en Berlín y conoció a Freud, que lo incorporó al grupo de sus colaboradores más estrechos, los que formaban el llamado Comité de los Siete Anillos (llamado así porque cada uno de los miembros recibió un anillo de Freud como símbolo de su confianza).
En 1908 fundó la Sociedad Psicoanalítica de Berlín, que presidió hasta su muerte. Su iniciativa lo convirtió en el primer psicoanalista alemán que tuvo un consultorio psicoanalítico privado.
En el congreso de Múnich de la Asociación Internacional Psicoanalítica de 1913, Abraham dirigió la oposición contra Jung, y presidió la misma entre 1914 y 1918, así como en 1925.
Fue analista de Melanie Klein entre 1924 y 1925, y preparó también a otros psicoanalistas ingleses. En Alemania, actuó como mentor de un influyente grupo de analistas, como Karen Horney, Helene Deutsch y Franz Alexander.
Murió el día de Navidad de 1925, a los cuarenta y ocho años, víctima de una dolencia de pulmón.

## Talante
Aunque fue uno de los discípulos más fieles de Freud, Abraham expresó algunas dudas sobre la idea del instinto de muerte. Su talante optimista le hizo recibir con interés la oferta de Samuel Goldwyn, que en 1924 quiso realizar una película sobre el psicoanálisis, con Freud como asesor. Abraham vio en esta oferta una ocasión extraordinaria para popularizar el psicoanálisis, pero chocó con el rechazo indignado de Freud y otros colegas.

## Aportes

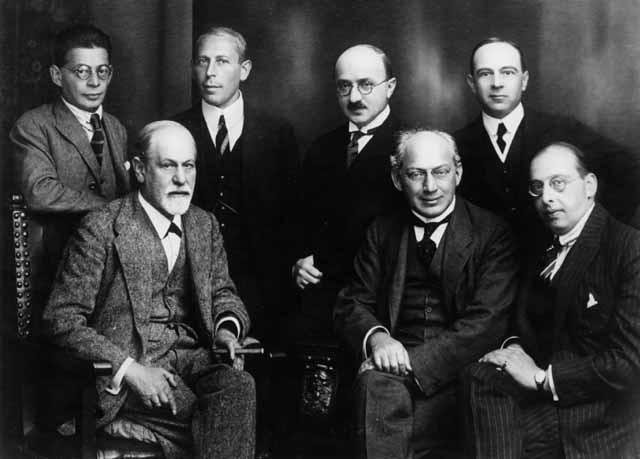
Karl Abraham junto a Sigmund Freud y el resto de sus discípulos.

Como Jung, Géza Róheim y Otto Rank, Abraham trató de utilizar la teoría psicoanalítica para explicar los mitos, leyendas y tradiciones populares. A su juicio, el mito es un fragmento de la vida psíquica infantil de los pueblos, contiene (en forma velada) los deseos de la infancia de los pueblos (Abraham 2000: 42).
Colaboró con su maestro en el estudio de los trastornos maníaco-depresivos, a los que Freud dedicó su ensayo Duelo y melancolía (1917).
Revisó la teoría freudiana sobre las etapas de desarrollo del niño (oral y anal), proponiendo dividir cada una de ellas en dos fases.
En su obra abordó también otros temas, como la oralidad, las psicosis, las neurosis de guerra y la adicción a las drogas.

## Edición en español
- Sigmund Freud & Karl Abraham: correspondencia completa, 1907-1926. Madrid: Síntesis. 2005. ISBN 978-84-9756-294-2.
- Sueño y mito: un estudio sobre psicología de los pueblos. Jaén: Ediciones del Lunar. 2000. ISBN 978-84-95331-01-4.